# Identische Abbildung

Graph der identischen Abbildung auf den reellen Zahlen

Eine identische Abbildung oder Identität ist in der Mathematik eine Funktion, die genau ihr Argument zurückgibt. Obwohl sowohl die identische Abbildung als auch die Identitätsgleichung oft durch „Identität“ abgekürzt werden, handelt es sich um verschiedene Konzepte.

## Definition
Ist {\displaystyle M} eine Menge, dann ist die identische Abbildung auf {\displaystyle M} definiert durch
{\displaystyle \operatorname {id} _{M}\colon M\to M,\quad x\mapsto x,}
das heißt, für jedes {\displaystyle x} aus {\displaystyle M} gilt
{\displaystyle \operatorname {id} _{M}(x)=x.}
Die identische Abbildung ist somit eine Bijektion.
Der Index wird oft weggelassen, wenn die Definitionsmenge aus dem Kontext hervorgeht. In diesem Fall wird auch {\displaystyle 1} statt {\displaystyle \mathrm {id} } geschrieben. Statt der Notation {\displaystyle \mathrm {id} } wird manchmal die Schreibweise {\displaystyle \mathrm {Id} }, mitunter auch nur {\displaystyle i} oder vor allem in der Funktionalanalysis {\displaystyle I}, benutzt.

Der Graph der identischen Abbildung ist die Diagonale
{\displaystyle \Delta _{M}=\{(m,m)\mid m\in M\}.}

## Eigenschaften
Ist {\displaystyle f\colon M\rightarrow N} eine beliebige Funktion, dann gilt für die Komposition (Hintereinanderausführung) mit der Identität:
{\displaystyle \operatorname {id} _{N}\circ f=f}
und
{\displaystyle f\circ \operatorname {id} _{M}=f}
Daher ist in der Menge aller Funktionen von {\displaystyle M} nach {\displaystyle M} die Identität das neutrale Element bezüglich der Komposition. Somit bilden diese Funktionen ein Monoid. Insbesondere ist
die Identität das neutrale Element in der Gruppe der Permutationen der Menge {\displaystyle M}.
Die Identität {\displaystyle \operatorname {id} _{\mathbb {N} }} auf der Menge der natürlichen Zahlen ist eine multiplikative Funktion, die in der Zahlentheorie betrachtet wird.
Auf einem topologischen Raum ist die Identität eine stetige Funktion. Auf einem topologischen Vektorraum, zum Beispiel einem Banachraum, ist die Identität ein stetiger linearer Operator, der Einsoperator genannt wird. Ist der Banachraum zusätzlich endlichdimensional, so ist die Identität kompakt.
Die Matrizenmultiplikation mit der Einheitsmatrix (neutrales Element) ist eine Identitätsabbildung. In der linearen Algebra können Basiswechselmatrizen als Darstellungsmatrizen der identischen Abbildung bezüglich zweier unterschiedlicher Basen aufgefasst werden.
Die Existenz von Identitäten ist ein wesentlicher Bestandteil in der Definition der Kategorie. In den bekanntesten Fällen handelt es sich dabei um die identischen Abbildungen, aber in der Kategorientheorie können die Identitäten auch abstraktere Objekte sein. Aber auch dann werden die Bezeichnungen {\displaystyle \mathrm {id} _{M}} oder {\displaystyle 1_{M}} verwendet und es gelten die oben genannten Verknüpfungsregeln.